# Silene paeoniensis
Silene paeoniensis är en nejlikväxtart som beskrevs av Joseph Friedrich Nicolaus Bornmüller. Silene paeoniensis ingår i släktet glimmar, och familjen nejlikväxter. Inga underarter finns listade i Catalogue of Life.